# Steganacarus flagellatissimus
Steganacarus flagellatissimus är en kvalsterart som beskrevs av Sandór Mahunka 1979. Steganacarus flagellatissimus ingår i släktet Steganacarus och familjen Phthiracaridae. Inga underarter finns listade i Catalogue of Life.